# Río Blanco (Cautín)
El río Blanco  es un curso natural de agua que nace en la falda sur del volcán Tolhuaca y fluye en la Región de la Araucanía con dirección general suroeste hasta desembocar en la ribera norte del río Cautín, 6 kilómetros al oeste de Curacautín.
Este es el río Blanco que bordea la ciudad de Curacautín antes de desembocar en el río Cautín. El otro Blanco que también desemboca en el Cautín es el río Blanco (cerro Rampahuén) que desemboca aguas arriba del anterior, cerca del cerro Rampahuén.

## Caudal y régimen
La hoya hidrográfica del río Cautín con afluentes, los ríos Quepe y Muco, tiene un notorio régimen pluvial, con sus crecidas en invierno, producto de lluvias invernales. En años lluviosos las crecidas ocurren entre mayo y agosto, mientras que los menores caudales ocurren entre enero y marzo. En años normales y secos la influencia pluvial sigue siendo de importancia, produciéndose sus mayores caudales entre junio y agosto. El período de menores caudales se presenta en el trimestre dado por los meses de enero, febrero y marzo.: 62 

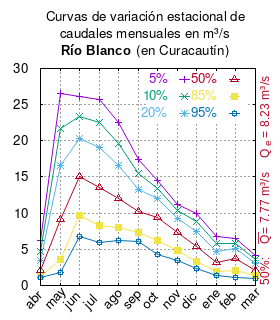
Curvas de variación estacional del río Blanco en Curacautín.

El caudal del río (en un lugar fijo) varía en el tiempo, por lo que existen varias formas de representarlo. Una de ellas son las curvas de variación estacional que, tras largos periodos de mediciones, predicen estadísticamente el caudal mínimo que lleva el río con una probabilidad dada, llamada probabilidad de excedencia. La curva de color rojo ocre (con {\displaystyle {\color {Red}\vartriangle }}) muestra los caudales mensuales con probabilidad de excedencia de un 50%. Esto quiere decir que ese mes se han medido igual cantidad de caudales mayores que caudales menores a esa cantidad. Eso es la mediana (estadística), que se denota Qe, de la serie de caudales de ese mes. La media (estadística) es el promedio matemático de los caudales de ese mes y se denota {\displaystyle {\overline {Q}}}. 
Una vez calculados para cada mes, ambos valores son calculados para todo el año y pueden ser leídos en la columna vertical al lado derecho del diagrama. El significado de la probabilidad de excedencia del 5% es que, estadísticamente, el caudal es mayor solo una vez cada 20 años, el de 10% una vez cada 10 años, el de 20% una vez cada 5 años, el de 85% quince veces cada 16 años y la de 95% diecisiete veces cada 18 años. Dicho de otra forma, el 5% es el caudal de años extremadamente lluviosos, el 95% es el caudal de años extremadamente secos. De la estación de las crecidas puede deducirse si el caudal depende de las lluvias (mayo-julio) o del derretimiento de las nieves (septiembre-enero).

## Historia
Luis Risopatrón lo describe en su Diccionario geográfico de Chile (1924):: 85 
Blanco (Rio) 38° 33' 71º 45’. Nace en las faldas W de la sierra Nevada i tiene aguas termales en su cajón en el lugar llamado Manzanares o Manzanaché; corre hacia el W, se encorva al NW i se vacia en la márjen S del curso superior del rio Cautin, a corta distancia al E de la desembocadura del rio Captren. 61, CI, p. 629; 156; i 166; i Liglebu en 63, p. 439.